# ミュウ (AV女優)
ミュウ (みゅう、女性、1977年9月13日 - ) は、日本の実業家、AV監督、元AV女優（企画単体女優）、元ストリッパー。夏目ミュウ名義での活動も多い。

## 来歴
- 2001年、AVデビュー。
- 2005年10月、『素人女性がレズAV女優に？』で監督デビュー。
- 2007年3月、株式会社オフィスミュウ設立
- 2015年3月、モデルプロダクション・GREEN (合同会社ヴィータ)設立。共同代表。のちにCEO[5]。
- 2018年現在、東京都豊島区にある「池袋駅前ライフクリニック」にて広報を担当[3][6]。

## 人物
- 神奈川県出身。
- 株式会社Hustler（ハスラー）の「代表」[7]。
- 国立大学を卒業後、一部上場企業に就職。二年後に退職。その後、AVデビュー[7]。職業を選んだのは親戚が残した借金のため[3]。
- 代表的な作品群に、SODクリエイトのいわゆる『SOD女子社員シリーズ』の司会がある。レズもの作品の出演も多い。
- koyuki名義で米国などのポルノビデオに出演もしており、合計2000本以上の作品に出演している[7]。
- 素人ナンパやレズ作品で活躍している。
- 血液型:B型、身長:164cm、スリーサイズ:B84cm(C-70)・W59cm・H83cm 、靴:23.5cm 、服:9号

## 出演作品

### アダルトビデオ
春川リサ名義
- ザ・カメラテスト これ以上のテストはムリッしたくなっちゃうでしょ〜!（2001年9月21日 アテナ映像）
- 私立美少女学園vol.21（2002年1月10日 アイデアポケット(アタッカーズ）

夏目衣織名義
2003年
- 秘湯のおかみ 淫蕩妻（6月27日、グラフィティジャパン）

ミュウ(夏目ミュウ）名義
2003年
- ヤリマン公衆便女 〜第二章〜 朝香美穂（7月19日 SODクリエイト）
- 東京ひとり暮らしの女（8月19日、KUKI）
- 中出しスペシャル りん。&ミュウ（12月26日 桃太郎映像出版/NAKADASHI）

2004年
- お姉さまたちの敏感爆乳ペット（2月18日 ワープエンタテインメント）
- 筆下ろし合宿 完全版（3月15日 ホットエンターテイメント）
- 中出しエロマンチョ2004 Non Stop 中出しパラダイス SPECIAL（3月18日 SODクリエイト）
- 輪姦中出し調教 2 MIZUKI（4月3日 SODクリエイト）
- 中出しマ○コにカメラ入れちゃいました（4月17日 V&Rプロダクツ）
- 男と女のワイドショー ある愛の形（5月19日 グラフィティジャパン）
- 院内性乱脈 性欲望内科（5月25日、FAプロ）
- ドキドキ風俗体験 2（6月15日 ホットエンターテイメント）
- 女痴校生7人が素人童貞逆ナンパ 3（6月15日 ホットエンターテイメント）
- 「チ○ポを見たがる女100人のちんちん研究」から飛び出した、超チ○ポ好き7人が「超高級ピンサロ店」をオープンしました!（7月8日 SODクリエイト）
- オマ●コ!シテェ〜 VOL.3 みゅう&あき（8月10日 バーチャルウェーブ）
- 変態の証明 夢みて絶叫(セル）/ 女は濡れて牝になる わたしは天然マゾ(レンタル）（8月21日(セル）/ 8月31日(レンタル）h.m.p）
- めいと学校でしようよ!（9月3日 グレイズ/GLAY'z ONE）
- 超本気AVシネマ ●悪堕隷教師（9月8日 ウエストメディア）
- 年下の男の子 義母のぬくもり（9月17日 グラフィティジャパン）
- 超本気AVシネマ 競売異人隷嬢（10月15日 ウエストメディア）
- 第一回 SOD的ねるとん紅○団（10月21日 SODクリエイト）
- 第1回 SOD社内スペシャル野球拳（11月4日 SODクリエイト）
- 超本気AVシネマ 美人課長晒刑（11月8日 ウエストメディア）

2005年
- SOD社内ザーメン制裁（1月6日 SODクリエイト）
- 現役看護師とお医者様ごっこゲーム（2月4日 SODクリエイト）
- 性感ペット調教エステ ROOM337 森咲小雪（2月8日 ウエストメディア/FETISH BONES）
- 第二回 SOD的ねるとん紅○団 バレンタインデースペシャル（2月17日 SODクリエイト）
- 厳選!!ミニスカートで街を歩くオシャレさん、突然ですが生AV撮影現場を覗いてみませんか?（3月4日 SODクリエイト）
- 性感ペット調教エステ ROOM337 出雲千尋（3月8日 ウエストメディア/FETISH BONES）
- 第2回 SOD社内スペシャル野球拳（4月7日 SODクリエイト）
- 処女喪失娘 レズ初体験（4月8日 桃太郎映像出版）
- 性感ペット調教エステ ROOM337 君嶋もえ（4月8日 ウエストメディア/FETISH BONES）
- ミュウ×アサ（5月6日 桃太郎映像出版/レズ桃）
- 性感ペット調教エステ ROOM337 早乙女みなき（5月13日 ウエストメディア/FETISH BONES）
- SOD的 人生は波乱万丈だ!ゲーム2（5月19日 SODクリエイト）
- 潮吹き講座 金城アンナ（7月8日 グレイズ/GLAY'z ONE）
- 性感ペット調教エステ ROOM337 友田真希（7月13日 ウエストメディア/FETISH BONES）
- 性感ペット調教エステ ROOM337 三咲まお（8月1日 ウエストメディア/FETISH BONES）
- SOD夏期合宿一転!ドキッ!丸ごと下着 女子社員だらけの水泳大会（8月4日 SODクリエイト）
- あやつり人形調教記録 Marionette Lady#01（8月13日 ウエストメディア）
- あやつり人形調教記録 Marionette Lady#02（9月13日 ウエストメディア）
- 第1回紅白対抗かなりHな落とし穴 ヤリ過ぎ大作戦!!SPECIAL 超人気着エロクィーン赤松恵チームvs現SOD特命社員ミュウチーム（9月8日 SODクリエイト）
- 僕の大切な人 義妹よ*宮澤ゆうな（9月16日 グラフィティジャパン）
- あやつり人形調教記録 Marionette Lady#03（10月13日 ウエストメディア）
- レズビアンラプソディ（10月20日 桃太郎映像出版）
- SOD的!どすけべスペシャル ツイスターゲーム（10月20日 SODクリエイト）
- あやつり人形調教記録 Marionette Lady#04（11月13日 ウエストメディア）
- SOD的人生は波乱万丈だ!ゲーム3（11月17日 SODクリエイト）
- 第1回 部署対抗 平日業務中、特別大開催! SOD社内 女子社員だらけの(恥）大運動会（11月17日 SODクリエイト）
- あやつり人形調教記録 Marionette Lady#05（12月13日 ウエストメディア）
- 実録!!美男美女カップル・M男屈辱飼育 〜生結合部・中出し精液強制舐め奉仕（12月15日 チーム凛龍/Pure Gold）※ミユウ名義

2006年
- あやつり人形調教記録 Marionette Lady#06（1月13日 ウエストメディア）
- Angel Kiss ビアンたちの愛情物語（1月19日 グラフィティジャパン）
- AD-1クライマックス（3月19日 ドグマ）
- 連続絶頂 潮吹き講座 @YOU（4月7日 グレイズ/BURST）
- 性感ペット調教エステ ROOM337 性感ロデオ（4月13日 ウエストメディア/FETISH BONES）
- 紋舞らんのコスプレズMAX（5月15日 NEXT GROUP/ジェイモデル）
- 第1回 お色気ムンムン ソフト・オン・デマンド専属MC(司会者）発掘オーディション!!（5月18日 SODクリエイト）
- ごっくん幼女 1（5月19日 エムズビデオグループ）
- ふたなリズム 3（7月19日、ドグマ）
- Angel Kiss ビアンたちの愛情物語2（8月17日 グラフィティジャパン）
- 社内体罰、身長優位なS嬢王W調教（10月10日 AVS）
- Club Prince 私の王子様（10月19日 グラフィティジャパン）
- SODグループメーカー女子社員 過激ミッション王様ゲーム(恥）スペシャルバスツアー（10月19日 SODクリエイト）
- 19歳処女。 相馬琳（11月17日 SODクリエイト/SOFT ON DEMAND）
- 中出しスペシャル 美咲沙耶（12月7日 桃太郎映像出版/NAKADASHI）※無記名
- 潮吹き講座 秋菜楓（12月8日 グレイズ/GLAY'z ONE）
- 陵辱レズ調教 vol.03（12月16日 マキシング）

2007年
- Angel Kiss ビアンたちの愛情物語3（1月25日 グラフィティジャパン）
- 家畜嫐り（3月10日 AVS）
- 泥酔ナンパ ねこのり レズワゴン（3月13日 カルマ）
- 恩師の妻（3月23日 グラフィティジャパン）
- Angel Kiss ビアンたちの愛情物語4（3月16日 グラフィティジャパン）
- 芸能人 琴乃 DEBUT（4月5日 SODクリエイト/SOFT ON DEMAND）
- 色欲 車やの恋（4月20日 ホットエンターテイメント）
- Angel Kiss ビアンたちの愛情物語5（4月24日 グラフィティジャパン）
- Angel Kiss ビアンたちの愛情物語6（5月25日 グラフィティジャパン）
- GAL妻★レズえっち（6月6日 チーム川崎）
- きれいなお姉さんの淫語だらけの手コキスペシャル 2（7月5日 スティルワークス）
- ソフト・オン・デマンド女子社員VSオレンジ通信女編集部員 ドキッ!丸ごと下着 女子社員だらけの水泳大会 THE ゴージャス（7月5日 SODクリエイト）
- 団地妻 瀬名涼子（7月18日 グラフィティジャパン/太）※夏目みゆう名義
- Angel Kiss ビアンたちの愛情物語7（7月19日 グラフィティジャパン）
- 川崎軍二シリーズ 色情 農婦交換（8月24日 グラフィティジャパン）
- Angel Kiss ビアンたちの愛情物語 8（9月26日 グラフィティジャパン）

2008年
- 熟女たちの秘めたる楽しみ フィーリングレズビアン 2（1月18日 グラフィティジャパン）
- CHOCOBALL'S BOOT CAMP チョコボールズブートキャンプ（1月25日 BARVO）
- Lの女達（3月18日 グラフィティジャパン）
- 熟女達の秘めたる楽しみ フィーリングレズビアン 5（8月25日 グラフィティジャパン）
- 5人のチェリーボーイズ!今度こそ童貞喪失SEX（12月4日 人間考察）

2011年
- 催眠実験-変態-(7月31日 催眠研究所/催眠実験)
- 優等生が集まる生徒会の中で行われるえげつないイジメ（8月5日 フリーダム）
- セールスレディーと女装アクメ（8月31日 フェ地下）
- 女装レズオフィス〜セクハラしまくるお姉様達とOLになった僕〜(12月25日 フェ地下）

2017年
- 一般人カップル×真正中出し×連続射精ゲーム 愛する旦那の目の前で、いつ他人精子が暴発するか分からない!?旦那を中出し発射することができれば100万円!! ハラハラドキドキ中出しロシアンルーレット 3 全員若妻SP!!（4月6日 SODクリエイト）※司会者役

### 成人映画
- 老人と美人ヘルパー 助平な介護（2007年4月27日公開 制作:フィルムハウス）
- 変態シンドローム　わいせつ白昼夢（2008年8月22日、オーピー映画）須山ちとせ役[8]

## 監督作品
ホットエンターテイメント
- 素人女性がレズAV女優に?（2005年10月25日）
- ブランドのアクセサリーをアソコに入れさせてくれたらタダであげる（2005年12月20日）
- ミュウが素人ギャルをペロ拉致!!（2006年3月25日）
- ミュウとナンシーがカラオケBOXでマジ乱入!!!（2006年4月20日）
- 女子トイレで素人ギャル犯し!（2006年6月25日）
- 素人娘をナンパして座談会でSEXについて語り合い、実技指導（2006年7月20日）
- ナンパした素人女性をタクシーの中でガチイタズラ!!（2006年11月20日）
- ナンパした素人娘を合計回数で100回イカせちゃうわよ!（2007年1月25日）
- 真性レズビアンをガチンコ集団レイプ!!（2007年3月20日）

タイガーマイスターズ
- 女子トイレ乱入レズナンパ（2007年8月17日）
- 街角GALを捕まえて友達同士でディープキスをさせちまえ（2007年9月18日）

## 出演番組

### インターネット
- 女だらけのけしからん放送（2013年1月-、ニコニコ生放送）
- 給与明細（2019年11月18日[9]、AbemaTV）

### テレビ
- じっくり聞いタロウ〜スター近況（秘）報告〜 (2018年10月19日、テレビ東京)